# 京烟高速动车组列车
京烟高速动车组列车是中国铁路运行于首都北京市北京南站至山东省烟台市烟台站间的高速动车组列车，自2014年12月10日起开行，现每日开行2对列车，均由济南局集团青岛客运段担任客运乘务，途经北京市、河北省、天津市、山东省二省二市。

## 历史
2014年12月10日，配合青荣城际铁路开通，新增北京南~烟台G471/472次列车。
2016年5月15日，新增北京南~烟台G473/472次列车，原G472次列车车次调整为G474次。
2019年12月30日，G473/472次列车在德州东至胶州北间改经由石济客专、济青高铁运行。
2021年6月25日，配合京沪高铁运行图重排，本对调图两对列车车次分别调整为G1083/1094、G1087/1084次。
2025年1月5日，全国铁路运行图调整，G1087/1084次列车在昌邑站至蓁山线路所间改经津潍烟高速铁路运行。

## 使用列车
G1087/1084次列车使用配属济南局集团青岛动车运用所的CR400AF-A；G1083/1094次列车使用配属济南局集团济南动车运用所的CRH380BL。